# توکیو غول
توکیو غول (ژاپنی: 東京喰種-トーキョーグール- هپبورن: Tōkyō Gūru) یک مجموعه مانگا خیال‌پردازی تاریک ژاپنی که توسط سوئی ایشیدا نوشته و مصورسازی شده‌است. این مجموعه به‌وسیلهٔ انتشارات شوئیشا از ۸ سپتامبر ۲۰۱۱ تا ۱۸ سپتامبر ۲۰۱۴ در مجلهٔ سینن مانگا ویکلی یانگ جامپ منتشر می‌شد، و فصل‌های آن در چهارده جلد تانکوبون گردآوری و چاپ شدند. دنباله‌ای با عنوان توکیو غول: ر از اکتبر ۲۰۱۴ در همان مجله شروع به انتشار شده‌است.
یک مجموعه تلویزیونی انیمه ۱۲ قسمتی نیز توسط استودیوی پیرو بر پایه نسخه مانگا ساخته شده‌است، که برای اولین بار در شبکه توکیو ام‌ایکس از ۳ ژوئیه ۲۰۱۴ شروع شده و تا ۱۸ سپتامبر ۲۰۱۴ ادامه داشت. فصل دوم این سری با عنوان توکیو غول √A که مستقیماً دنبالهٔ فصل نخست است، از ۸ ژانویه تا ۲۶ مارس ۲۰۱۵ در شبکه توکیو ام‌ایکس پخش شد. خبر ساخت فیلمی سینمایی به همین نام نیز بر اساس نسخه مانگا و به کارگردانی کنتارو هاگیوارا و نقش‌آفرینی ماساتاکا کوبوتا در نقش اصلی داستان کن کانکی در ژوئن ۲۰۱۶ اعلام شد و در ژوئیه ۲۰۱۷ در ژاپن اکران شد. دنبالهٔ این فیلم تحت عنوان توکیو غول اس در ۱۹ ژوئیه ۲۰۱۹، در کشور ژاپن به نمایش درآمد. فصل سوم این مجموعه نیز تحت نام توکیو غول: بازگشت به تعداد ۲۴ قسمت و در دو فصل مجزا از تاریخ ۳ آوریل ۲۰۱۸ تا ۲۵ دسامبر ۲۰۱۸ به پخش رسید. کارگردانی این فصل برخلاف دو سری قبل توسط توشینوری واتانابه انجام شده‌است.

## داستان
داستان دربارهٔ پسری ۱۸ ساله به نام کن کانکی است که با دختری به نام ریزه که هر دو همسن هستند و در خواندن کتاب با یکدیگر تفاهم دارند، در کافه‌ای که معمولاً به آنجا می‌رود آشنا می‌شود. کانکی غافل از اینکه ریزه یک غول (موجودات مرموزی شبیه به انسان که در پی شکار و خوردن گوشت انسان‌ها هستند) است مورد حمله او قرار می‌گیرد، اما در پی ناباوری کانکی جان سالم بدر می‌برد و به شدت مجروح می‌شود. پس از انتقال کانکی به بیمارستان، از آن غول بر روی او پیوند اعضا انجام می‌گیرد. پس از به هوش آمدن، کانکی در می‌یابد که خود او نیز تبدیل به یک نیمه‌انسان/نیمه‌غول شده و در دنیایی که دیگر انسان‌ها در بالاترین زنجیره غذایی قرار ندارند گرفتار می‌شود. در واقع تنها ماده غذایی که غول‌ها می‌توانند از آن تغذیه کنند گوشت انسان است و خوراک انسان‌ها برای آن‌ها به شدت زننده و غیرقابل تحمل است. غول‌ها در صورت مصرف غذای انسان در شرایط اضطراری بیمار می‌شوند. تنها ماده خوراکی مشترک بین غول‌ها و انسان‌ها قهوه است.
در ادامه کانکی به استخدام در کافی‌شاپ مذکور با نام آنتیکو در می‌آید، و تلاش می‌کند جایی در میان دنیای غول‌ها پیدا کرده و بتواند صلحی میان غول‌ها و انسان‌ها و درک متقابلی پدید آورد. اما در میان راه فشارها، شکست‌ها و شکنجه‌ها او را به اهدافی دیگر می‌کشاند.
☆«شخصیت ها»☆
{  _☆کن کانکی( شخصیت اصلی ) ☆_  } 
کانکی کن شخصیت اصلی انیمه و مانگا توکیو غول است. توکیو غول دربارهٔ پسری ۱۸ ساله به نام کن کانکی است که در خردسالی پدرش و در کودکی مادرش را از دست داده‌است و تنها دوستی به نام هیده دارد. کانکی کن پسری صلح طلب، عاشق کتاب و مهربان است. او بعد از تبدیل شدن به یک نیمه غول، تلاش می‌کند بدون خوردن گوشت انسان زندگی کند و حس درونی‌اش به او اجازه نمی‌دهد انسان‌ها را به قتل برساند و از آن‌ها تغذیه کند و تنها از گوشت انسان‌هایی که خودکشی کرده‌اند تغذیه می‌کند. کانکی کم‌کم به زندگی عادی با دوستانش از جمله توکا عادت می‌کند تا اینکه روزی به دست دشمنان آنتیک گرفتار می‌شود و در میان آزارهای روحی و جسمی‌ای که به او می‌رسانند روح ریزه به تفکراتش نفوذ می‌کند و باعث تحولی در ذهن کانکی می‌شود و او را تبدیل به انسانی خشن تر می‌کند و باعث تغییر اهدافش می‌شود. در پایان فصل بر اثر شکنجه‌های زیاد و پیدا کردن هدف جدید و عاقل تر شدن خود تمام موهای کانکی سفید می‌شود و افکار و عقیده‌اش تغییر می‌کنند.
شخصیت کانکی در فصل دوم نسبت به فصل اول کاملاً متفاوت است. او حالا قوی‌تر از قبل شده و سعی دارد همچنان تلاش کند و قوی‌تر شود تا بتواند از دوستانش محافظت کند. تلاش‌های او به جایی می‌رسد که حتی از گوشت غول‌ها هم تغذیه می‌کند تا قدرت بیشتری به دست آورد. در پایان فصل دوم، هیده که بهترین و تنها دوست کانکی بود توسط یک غول زخمی شد و در آغوش کانکی جان داد. این اتفاق باعث شد کانکی از جنگیدن دست بکشد و در حالی که جسد هیده را حمل می‌کند خود را تسلیم آریما کیشو (قوی ترین مأمور غول کش) کند. اما آریما او را نمی‌کشد و در عوض او را شستشوی مغزی می‌دهد و شخصیت جدیدی برای او خلق می‌کند. شخصیتی به شدت شبیه فصل اول به نام: هایسه ساساکی.